# Église Notre-Dame-Saint-Vincent de Lyon
 (juillet 2010).
Si vous disposez d'ouvrages ou d'articles de référence ou si vous connaissez des sites web de qualité traitant du thème abordé ici, merci de compléter l'article en donnant les références utiles à sa vérifiabilité et en les liant à la section « Notes et références ».
L'église Notre-Dame-Saint-Vincent de Paul, ou église Saint-Vincent et parfois église Saint-Louis, est une église catholique, située dans le 1er arrondissement de Lyon, quai Saint-Vincent en rive gauche de la Saône. C'est l'ancienne église conventuelle des grands Augustins implantés dans le quartier depuis 1319. 
Les galeries du cloître de l'ancien couvent des Augustins font l’objet d’une inscription au titre des monuments historiques depuis le 28 décembre 1984.
L'église Saint-Vincent est classée au titre des monuments historiques depuis le 28 décembre 1984.

## Situation
L'église se trouve au no 58 quai Saint-Vincent, entre la rue des Augustins en aval et la rue Thimonnier en amont,. C'est la partie du quai Saint-Vincent autrefois appelée « quai des Augustins », le quai étant alors hors de l’enceinte de la ville ; ce faubourg s'appelait Cheneviers.
Les galeries du cloître de l'ancien couvent sont de nos jours incluses dans l'école de la Martinière au no 9 rue des Augustins.[réf. nécessaire]

## Historique
L'édifice actuel, datant pour l'essentiel du XVIIIe siècle, est venu remplacer la chapelle de l'ancien couvent qui menaçait ruine. La première pierre en fut posée le 6 octobre 1759 et la consécration eut lieu le 4 juin 1789[réf. nécessaire]. Elle était appelée église Saint-Louis, en hommage au dauphin Louis qui avait contribué financièrement à son édification. 
La Révolution chasse les Augustins.[réf. nécessaire] L'église est convertie en un entrepôt puis en annexe de l'hôpital général à l'occasion du siège de Lyon en 1793 ; le reste des bâtiments monastiques est affecté à l'armée avant de devenir l'école de la Martinière, en 1831.
En 1791 l'église est faite paroissiale pour compenser la suppression des paroisses Notre-Dame de la Platière et Saint-Vincent ; mais elle s'avère trop petite face à ce large et soudain accroissement de ses ouailles. 

En 1861 le conseil de Fabrique fait rallonger la nef en déplaçant la façade et son entrée sur le quai, d'après un projet de l'architecte Charles Franchet, qui édifie la façade actuelle. Les travaux durent jusqu'en 1882.
L'église prend le vocable de Notre-Dame-Saint-Vincent en 1863 afin d'éviter une confusion avec l'église Notre-Dame Saint-Louis de la Guillotière.
Entièrement dévastée par un incendie le 12 décembre 1987, sa rénovation fut entreprise par la ville de Lyon et l'édifice fut rouvert au culte le 29 novembre 1992.

## Architecture

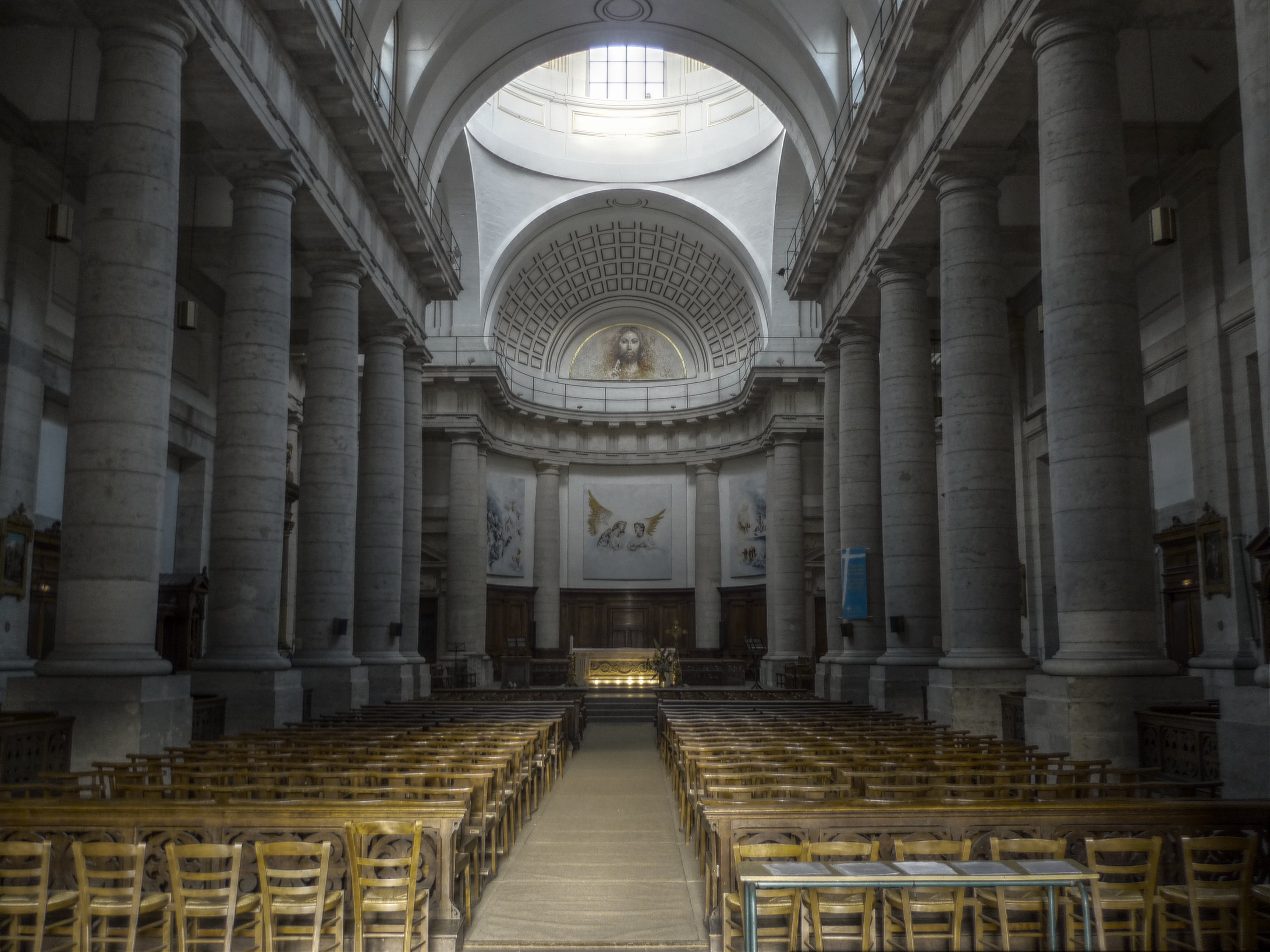
La nef

Bien que doté de transepts peu débordants, le corps de l'édifice affecte un parti basilical, huit colonnes de style toscan rythmant la nef centrale accostée de deux bas-côtés. La croisée du transept, couronnée d'une coupole sur tambour, débouche sur un chœur en hémicycle, deux chapelles de plan carré prolongeant les collatéraux de part et d'autre. Clocher et sacristie, à l'arrière du chœur, occupent un emplacement typique du XVIIe et du XVIIIe siècle.
L'éclairage de l'église est parcimonieux : dix fenêtres plein-cintre en vis-à-vis prennent naissance au-dessus de l'entablement de la nef, en pénétration dans la voûte en berceau, tandis qu'une demi-lune orne le mur occidental de l'église. Les collatéraux, le chœur et ses chapelles restent aveugles alors que les quatre fenêtres surbaissées de la coupole complètent cet éclairage haut de l'édifice. 
Le porche de l'église, désaxé par rapport à l'édifice afin de respecter l'alignement du quai Saint-Vincent, contraste avec la sobriété sinon l'austérité de l'intérieur, une sculpture abondante animant sa façade.

## Sculptures et peintures
Les statues du porche rappellent les vocables successifs de l'édifice. De part et d'autre d'une arcade plein-cintre, saint Louis (à droite) et saint Vincent (à gauche) sont l'œuvre du sculpteur Charles Dufraine, tout comme une frise figurant des anges musiciens encadrant une niche où trône une Vierge à l'Enfant. Le tympan de la porte présente une céramique d'esprit florentin figurant deux anges adorant une croix.
À l'intérieur, le même Dufraine a réalisé le groupe du baptême du Christ et un Sacré-Cœur. Les transepts et leurs autels abritent des statues d'un esprit plus classique : saint Vincent, saint Louis, et une Vierge de Fabisch.

Sculptures dans l'église Saint-Vincent
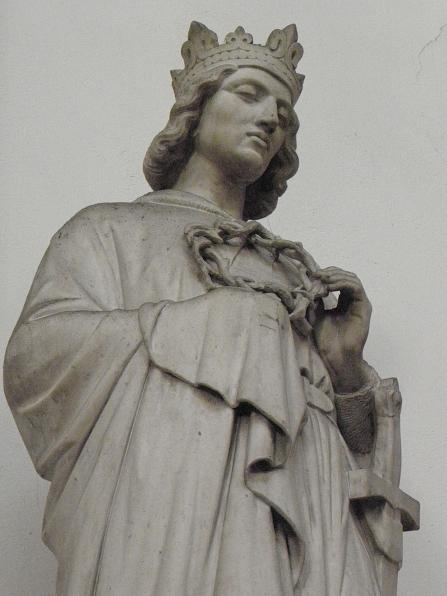
Statue de saint Louis
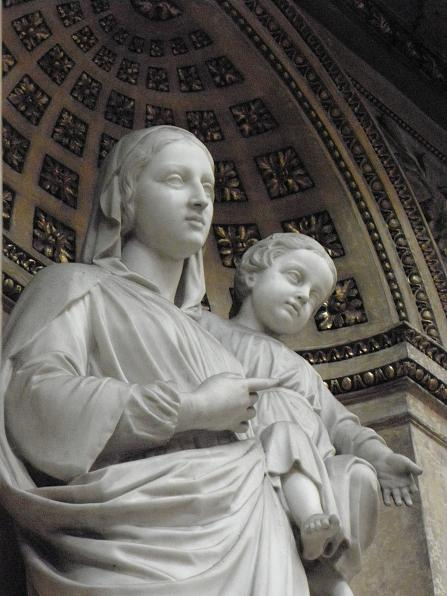
Vierge à l'Enfant, par Joseph-Hugues Fabisch
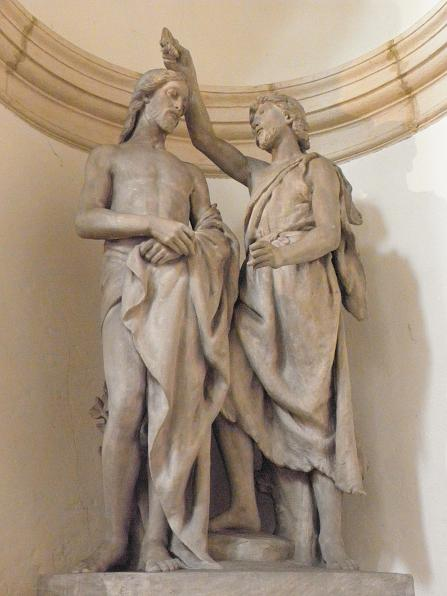
Baptême du Christ, par Dufraine
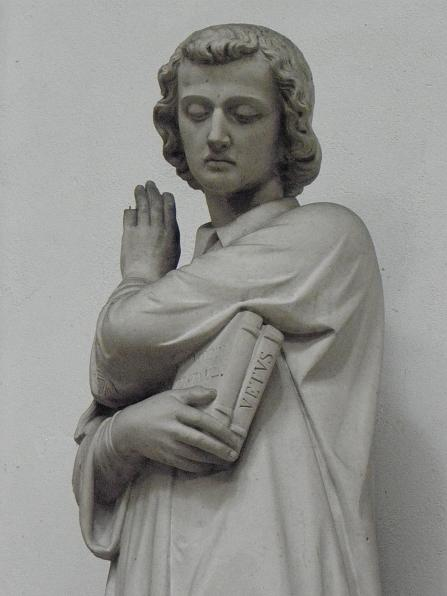
Statue de saint Vincent

Enfin, le chœur s'orne depuis 1996 de peintures de J.F. Hamelin : le triptyque Lumière d'Emmaüs illustrant cet épisode des Actes des Apôtres ainsi qu'une Annonciation, et le tableau Le Créateur au cul de four de l'abside. 

## Grandes orgues
L'orgue Merklin, détruit lors de l'incendie de 1987, a été remplacé par un instrument d'esprit classique particulièrement adapté au répertoire baroque allemand. Il s'agit d'un grand seize pieds de deux claviers-pédalier comptant 31 jeux. Il est l'œuvre des facteurs R. Freytag et B. Aubertin. Il a été inauguré le 26 mars 1995.
| Grand orgue (56 notes) | Positif (56 notes) | Pédale (32 notes) |
| ---------------------- | ------------------ | ----------------- |
| Principal 16'          | Principal 8'       | Principal 16'     |
| Quintadena 16'         | Quintadena 8'      | Octave 8'         |
| Octave 8'              | Gedeckt 8'         | Octave 4'         |
| Rohrflöte 8'           | Octave 4'          | Mixtur IV (2)     |
| Viola da Gamba 8'      | Rohrflöte 4'       | Dulzian 32'       |
| Octave 4'              | Octave 2'          | Posaune 16'       |
| Spitzflöte 4           | Waldflöte 2'       | Trompette 8'      |
| Quinte 2 2/3'          | Sifflöte 1 1/2     | Cornet 2'         |
| Octave 2'              | Scharff IV-VI (1)  |                   |
| Sesquialtera II        | Dulzian 16         |                   |
| Mixtur VI (1 1/3)      | Regal 8'           |                   |
| Trompette 8'           |                    |                   |

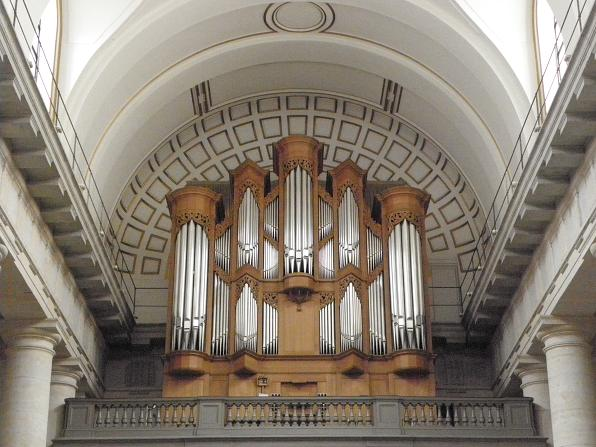
Grandes-Orgues Freytag-Aubertin

Accouplements et tirasses à tous les claviers, tremblants à tous les claviers.

## La paroisse Notre-Dame-Saint-Vincent aujourd'hui
Les prêtres de la Communauté de l'Emmanuel participent à l’animation de la paroisse.